# Sicarius patagonicus
Sicarius patagonicus är en spindelart som beskrevs av Simon 1919. Sicarius patagonicus ingår i släktet Sicarius och familjen Sicariidae. Inga underarter finns listade i Catalogue of Life.